# 普萊森特里奇鎮區 (堪薩斯州波尼縣)
普萊森特里奇鎮區（英語：Pleasant Ridge Township）為美國堪薩斯州波尼縣轄下的鎮區。2010年美国人口普查中該鎮區人口有45人。

## 地理
普萊森特里奇鎮區涵蓋總面積為93.25平方（36.00平方英里）。

## 人口統計
根據2010年美國人口普查，普萊森特里奇鎮區人口有45人，住房27戶，人口密度為0.48人/每平方公里。此鎮區居民之種族中，白人佔95.56%，非裔美國人佔4.44%，美洲原住民佔0%，亞裔美國人佔0%，太平洋島裔美國人佔0%，其他種族佔0%，混血種族則佔0%。而西班牙裔或拉丁裔美國人佔此鎮區人口的0%。

## 交通

### 主要公路
- 183號美國國道